# Zuid-Chinese bosmuis
De Zuid-Chinese bosmuis (Apodemus draco) is een knaagdier uit het geslacht bosmuizen (Apodemus) dat voorkomt in Zuid- en Midden-China (westelijk tot Zuidoost-Tibet, noordelijk tot Anhui en Ningxia), in Noordoost-India (Arunachal Pradesh) en in Noord- en Midden-Myanmar (staten Kachin en Chin). Deze soort is waarschijnlijk het nauwste verwant aan de Taiwanese bosmuis (Apodemus semotus) en de Sichuanbosmuis (Apodemus latronum). De taxonomie van de Zuid-Chinese bosmuis is nog niet geheel duidelijk; sommige auteurs hebben A. ilex, die in West-Yunnan zou voorkomen, of A. orestes, die in ongeveer hetzelfde gebied als A. draco zou voorkomen, als aparte soorten erkend.